# Cantó d'Anhan
El cantó d'Anhan és un cantó del departament francès del Gers, dividit en les següents comunes:
- Anhan
- Averon e Bergela
- Boson e Gelanava
- Castèthnavèth
- Fustarroau
- Lo Sos Devath
- Lupiac
- Margoèt e Mèimers
- Poidraguin
- Sabasan
- Sent Pèr d'Auvesías
- Sarragaishias
- Tèrmis d'Armanhac

## Història
| Data d'elecció                           | Identitat   | Partit           | Qualitat |
| ---------------------------------------- | ----------- | ---------------- | -------- |
| 1988-2008                                | Yves Rispat | RPR, després UMP |          |
| 2008-                                    | Marc Payros | PS               |          |
| les dades anteriors no són pas conegudes |             |                  |          |
|                                          |             |                  |          |

## Demografia
| 1962  | 1968  | 1975  | 1982  | 1990  | 1999  | 2006  |
| ----- | ----- | ----- | ----- | ----- | ----- | ----- |
| 3.300 | 3.621 | 3.291 | 3.122 | 2.952 | 2.820 | 2.848 |